# Anuruddha
Anuruddha a történelmi Buddha egyik tanítványa és egyben unokatestvére volt.

## Élete
Anuruddha Amitodana fia és Mahanama testvére volt.  Mivel Amitodana Suddhódana a kapilavasztui sákják király testvére volt, Anuruddha Sziddhártha herceg (Gautama Buddha) unokatestvére volt. Születése alapján a ksatrija kasztba tartozott, ami által pompás gazdagságban nevelkedhetett. Anuruddha is Buddha követőjévé vált, így vándorló szerzetesként távol élt szülőhelyétől. Három unokatestvérével (Bhaddija, Ánanda és Dévadatta) és borbélyukkal (Upáli) együtt vette fel őket Buddha a szanghába az Anupija mangóligetben. Buddha megvilágosodása után két évvel aztán hazatért és a sákja királyság területén tanította a megvilágosodott tanait.

## Vallásos élete
Anuruddha elsajátította az „isteni látást” (dibba-csakkhu) és ezen képesség birtoklói között az egyik legkiválóbb volt. Száriputta a nagy emberek nyolc gondolatát ajánlotta számára, hogy azokon meditáljon.  Anuruddha elutazott a Pacsinavamszadaja erdőbe és hét gondolat mesterévé tudott válni, ám a nyolcadik nem sikerült csak Buddha segítségével. Anuruddha kifejlesztette a belső látást és elérte végül az arhatságot.

## Jellemzése
Anuruddhat a páli kánon érzékeny és hűséges bhikkhuként ábrázolja, aki a gyűléseken mindig közel helyezkedett el a Buddha mellett. Egy alkalommal, amikor Koszambiban a Buddha elégedetlen volt a szerzetesek érveléseivel, visszavonult a Pacsinavamszadaja erdőbe, hogy Anuruddhaval maradjon kettesben.  Számos szövegben - még akkor is, amikor sok elismert szerzetes van jelen - Buddha Anuruddhának teszi fel a kérdéseket és a szangha nevében ad választ.

## Buddha után
Anuruddha jelen volt Kusínagarban, a Buddha parinirvánája (halála) során. Ő volt az, aki legjelesebben nyugtatta a szerzeteseket és intette őket a jövőbeli cselekedeteik helyességére, Buddha tanainak (dharma) a betartására.  Amikor a Buddha ledőlt és átment a dhjána különböző tudatszintjein, Ánanda azt mondta Anuruddhának, hogy „Az Emelkedett elérte a végső nirvánát, tiszteletre méltó úr”.  Az isteni látással megáldott Anuruddha azt állította, hogy a Buddha felszívódott az „elmúlás” állapotába, de nem halt meg.  Anuruddha megtanácskozta a kusínagari mallákkal (egy indiai dinasztia), miképp történjen Buddha gyászszertartása.
Később, az első buddhista zsinat alkalmával Anuruddha fontos szerepet játszott, mivel őrá volt bízva az Anguttara-nikája szövege. Anuruddha Veluvagama városban halt meg, a vaddzsik országában, egy bambusz bozót árnyékában. Halálakor százötven éves volt.

## Ábrázolása a Dzsátakákban
Anuruddha a dzsátakákban - amely Buddha alakjának korábbi életeiről mesélnek - gazdag háztulajdonosként említik. Ez a háztulajdonos hallván, hogy az egyik papnak isteni látása van, ő is szeretett volna magának hasonlót. Áldozatokat mutatott be, többek között Padumuttara Buddha (a 28 Buddha közül a 13.) sírja előtt. Kasszapa Buddha - a 27. buddha - idejében Váránasziban született újra - egy nap mécseseket (tisztított vajjal teli edényeket) helyezett a Buddha sírhelye köré és meggyújtotta őket. Egész éjjel körözött sír körül miközben a feje fölé egy égő mécsest tartott. Egy elszegényedett családba született újra Váránasziban és az Annabhara nevet kapta. Egy napon, amikor a mesterénél dolgozott, Szumana bankárnál, az ételét Paccseka buddhának adta. Miután a bankár meghallotta ezt a jámbor cselekedetet, megajándékozta Annabharát azzal, hogy elindíthasson egy saját üzletet. A királyt is annyira lenyűgözte, hogy házterületet adott neki. A ház alapjainak megásásakor a föld alatt kincseket is találtak.